# Euphorbia rubrispinosa
Euphorbia rubrispinosa es una especie de fanerógama perteneciente a la familia de las euforbiáceas. Es nativa de Tanzania en Kigoma.

## Descripción
Se trata de una planta perenne con tallo suculento densamente ramificado, ramas decumbentes formando esteras enmarañadas a 1 m de diámetro y 30 cm de alto, 4-anguladas, ± 1 cm de grosor, con ángulos poco profundos y dientes redondeados de 1 cm de largo; espinosas.

## Ecología
Se encuentra en zonas rocosas donde afloran en bosques de Brachystegia, abundante, con Vellozia; en la piedra arenisca con Euphorbia ussanguensis, a una altitud de 1370-1730 metros.
No hay problema inusual en el cultivo.
Está cercana a Euphorbia angustiflora. Limitada a un área extremadamente pequeña.

## Taxonomía
Euphorbia rubrispinosa fue descrita por S.Carter y publicado en Hooker's Icones Plantarum 39(3):, t. 3866. 1982.
Etimología
Euphorbia: nombre genérico que deriva del médico griego del rey Juba II de Mauritania (52 a 50 a. C. - 23), Euphorbus, en su honor – o en alusión a su gran vientre –  ya que usaba médicamente Euphorbia resinifera. En 1753 Carlos Linneo asignó el nombre a todo el género.
rubrispinosa: epíteto latino que significa "con espinas rojas".